# Ricardo Prasel
Ricardo Prasel (Guarapuava, 2 de junho de 1990) é um ex-futebolista brasileiro que atuava como goleiro, e que atualmente é um lutador de Artes Marciais Mistas, para o qual adotou o codinome "Ricardo Alemão".
Atualmente é o detentor do cinturão peso-pesado do Aspera Fighting Championship.

## Carreira
Prasel foi formado nas categorias de base de Atlético Paranaense, Joinville e Juventus-SP. Neste último jogou, em 2008, a tradicional Copa São Paulo de Futebol Junior. Foi participando deste torneio que ele recebeu o convite para testes no Standard Liege, na Bélgica. Em 2009, foi emprestado ao time B do Chelsea, onde passou seis meses, e jogou três partidas como titular. Ao retornar ao Standard Liège, uma bursite crônica no quadril o fez terminar a carreira no futebol.
Em 2011, ele conheceu o jiu-jítsu através de seu irmão mais velho, Rafael. Ao mesmo tempo em que iniciou a faculdade de educação física, o ele começou a treinar — e vencer campeonatos — na arte suave. Atualmente faixa-marrom, ele se dedicou exclusivamente ao jiu-jítsu até 2014, quando decidiu focar no MMA.

## Cartel no MMA (incompleto)
| Cartel no MMA       |            |           |
| 9 lutas             | 9 vitórias | 0 derrota |
| Por nocaute         | 1          | 0         |
| Por finalização     | 8          | 0         |
| Por decisão         | 0          | 0         |
| Por desqualificação | 0          | 0         |
| No contest          | 0          | 0         |

| Res.    | Cartel | Oponente                     | Método                                   | Evento                                         | Data                   | Round | Tempo | Local                          | Notas                                        |
| ------- | ------ | ---------------------------- | ---------------------------------------- | ---------------------------------------------- | ---------------------- | ----- | ----- | ------------------------------ | -------------------------------------------- |
| Vitória | 9-0    | Edison Lopes                 | Finalização (Chave de Perna)             | Aspera FC 55 - Aspera Fighting Championship 55 | 12 de agosto de 2017   | 1     | 0:42  | Ginásio Chico Neto, em Maringá | Disputa do cinturão peso-pesado do Aspera FC |
| Vitória | 8-0    | Alderico Eron Ribeiro Vieira | Finalização (Chave de Tornozelo)         | SHC - Striker's House Cup 68                   | 16 de dezembro de 2016 | 1     | 0:54  |                                |                                              |
| Vitória | 7-0    | Helton Cruz                  | Finalização (Triângulo)                  | AFC 41 - Road to KSW                           | 9 de julho de 2016     | 1     | 2:15  |                                |                                              |
| Vitória | 6-0    | Vanderson Oliveira           | Nocaute Técnico (Socos)                  | SHC - Striker's House Cup 62                   | 20 de maio de 2016     | 1     | 1:07  |                                |                                              |
| Vitória | 5-0    | Guilherme Filguera           | Finalização (Guilhotina)                 | WGP - 2016 Guarapuava Selection                | 5 de março de 2016     | 1     | 0:33  |                                |                                              |
| Vitória | 4-0    | Alex Moura                   | Finalização (Rear-Naked Estrangulamento) | SHC - Striker's House Cup 57                   | 12 de dezembro de 2015 | 1     | 1:39  |                                |                                              |
| Vitória | 3-0    | Alex Junius                  | Finalização (Chave de Tornozelo)         | PTF - Pinhao Top Fight 2                       | 14 de novembro de 2015 | 1     | 1:22  |                                |                                              |
| Vitória | 2-0    | Luis Henrique Brizola        | Finalização (Rear-Naked Estrangulamento) | CGA - Guerreiros de Aco Circuit 1              | 13 de junho de 2015    | 1     | 1:30  |                                |                                              |
| Vitória | 1-0    | Lucas Rock                   | Finalização (Rear-Naked Estrangulamento) | TTC - Toycas Toyota Cup 2012                   | 15 de dezembro de 2012 | 1     | 4:38  |                                |                                              |